# لارا نوچی
لارا نوچی (انگلیسی: Laura Nucci؛ ۲۶ فوریه ۱۹۱۳ – ۳۰ ژانویه ۱۹۹۴) هنرپیشه اهل ایتالیا بود. 
از فیلم‌هایی که وی در آن نقش داشته است، می‌توان به راهبه قاتل، فقط سیاهی، ۱۸۶۰ و صدای بی رخ اشاره کرد.